# Argilla espansa

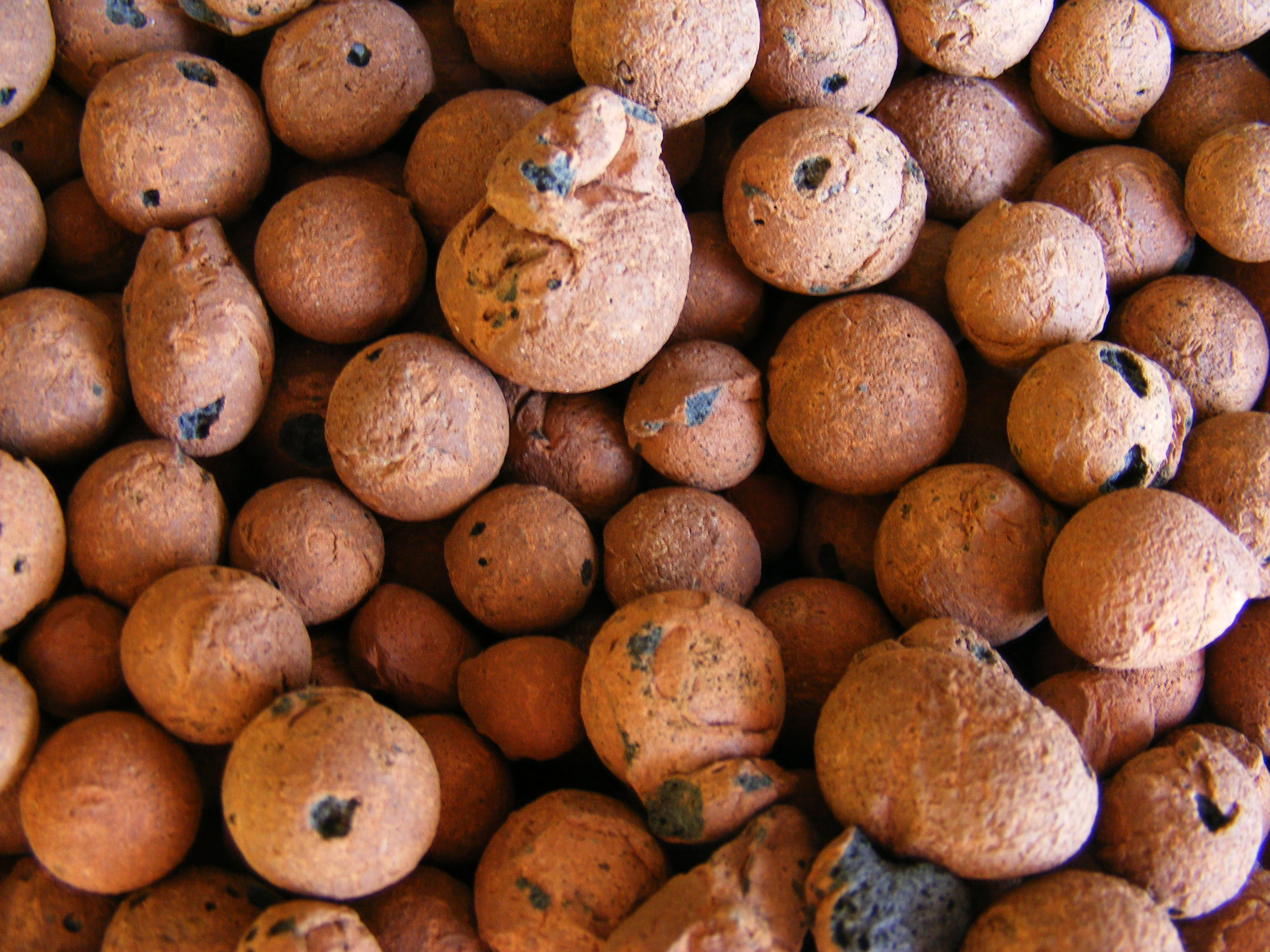
Granuli di argilla espansa

L'argilla espansa è un materiale utilizzato come aggregato leggero per la realizzazione di calcestruzzi leggeri caratterizzato da un nucleo interno poroso, che garantisce la leggerezza, ed una scorza esterna dura che ne garantisce la resistenza meccanica.

## Preparazione
Si ottiene dalla cottura delle argille, di conveniente costituzione chimica e tessitura, che viene effettuata in forni orizzontali rotanti.
I forni hanno una lunghezza da 20 fino a 60 m, diametro da 1 a 3 m, mentre la durata del riscaldamento è di 30 - 60 minuti.
Il materiale crudo viene precedentemente macinato con delle molazze ad una granulometria proporzionata a quella che si vuole realizzare per il prodotto cotto.
In fase di riscaldamento l'argilla cruda, incontrando temperature sempre maggiori, subisce, per conseguenza dello sviluppo di CO2 (per la presenza di CaCO3) e di H2O (per la presenza di caolinite e dei silicati similari), un aumento di volume.
La parziale liquefazione ed il moto rotatorio danno luogo alla formazione di sferoidi con piccoli alveoli distribuiti in maniera omogenea all'interno del granulo.
Il materiale incandescente una volta estratto dal forno attraversa un letto fluido fatto di correnti d'aria che, oltre a raffreddare l'argilla espansa, ne procurano l'ossidazione e quindi la clinkerizzazione della scorza esterna.
L'argilla espansa può essere ottenuta anche per arrostimento e sinterizzazione su griglia rotante; in tal caso il materiale cotto non ha forma tondeggiante ma irregolare.

## Utilizzo
Si procede in genere alla preparazione di un gran numero di classi granulometriche, così da permettere una gamma di calcestruzzi leggeri aventi requisiti assai diversi.
Infatti oltre a risultare in generale un ottimo isolante termico, gli sferoidi di piccoli dimensioni (fino a 20 mm) presentano una elevata resistenza meccanica e pertanto vengono utilizzati anche per il confezionamento di calcestruzzi leggeri ad alta resistenza a compressione (calcestruzzi leggeri strutturali).
La resistenza a compressione del calcestruzzo leggero è influenzata notevolmente dalla resistenza a frantumazione dei granuli (UNI 13055-1).
Pertanto modulando bene la scelta degli aggregati leggeri si possono ottenere calcestruzzi ad elevata resistenza meccanica a compressione.
I requisiti di accettazione per il prodotto argilla espansa sono dati dalla norma UNI EN 13055 -2.
Oltre che per la realizzazione di calcestruzzi leggeri, attualmente l'argilla espansa viene utilizzata anche per diversi altri tipi di applicazioni che sfruttano il suo basso peso specifico quali ad esempio:
- riempimento di cavità sotterranee mediante iniezione di argilla espansa secca o miscelata con cemento
- realizzazione di rilevati (stradali, ferroviari, ecc.) da realizzare su terreni caratterizzati da proprietà meccaniche scadenti
- riempimenti a tergo di muri di sostegno e paratie: si ha una riduzione della spinta attiva fino al 75% rispetto a quella determinata da un terreno tradizionale
- realizzazione di vespai, trincee drenanti e allettamento tubature interrate
- realizzazione di pannelli fonoassorbenti
- come base nei vasi per alcune piante, per evitare ristagni d'acqua nel terreno.